# Ceroptera algira
Ceroptera algira är en tvåvingeart som först beskrevs av Villeneuve 1916.  Ceroptera algira ingår i släktet Ceroptera och familjen hoppflugor. Inga underarter finns listade i Catalogue of Life.